# Пахаро (Каліфорнія)
Пахаро (англ. Pajaro) — переписна місцевість (CDP) в США, в окрузі Монтерей штату Каліфорнія. Населення — 2882 особи (2020).

## Географія
Пахаро розташоване за координатами 36°54′6″ пн. ш. 121°44′30″ зх. д. / 36.90167° пн. ш. 121.74167° зх. д. (36.901651, -121.741704).  За даними Бюро перепису населення США в 2010 році переписна місцевість мала площу 2,40 км², уся площа — суходіл.

## Демографія
Згідно з переписом 2010 року, у переписній місцевості мешкало 3070 осіб у 621 домогосподарстві у складі 552 родин. Густота населення становила 1279 осіб/км².  Було 655 помешкань (273/км²).
Расовий склад населення:
| - 47,3 % — білих - 2,5 % — корінних американців - 1,7 % — азіатів - 0,5 % — чорних або афроамериканців - 41,7 % — осіб інших рас |

До двох чи більше рас належало 6,3 %. Частка іспаномовних становила 94,1 % від усіх жителів.
За віковим діапазоном населення розподілялося таким чином: 34,8 % — особи молодші 18 років, 61,0 % — особи у віці 18—64 років, 4,2 % — особи у віці 65 років та старші. Медіана віку мешканця становила 25,6 року. На 100 осіб жіночої статі у переписній місцевості припадало 124,1 чоловіків;  на 100 жінок у віці від 18 років та старших — 134,3 чоловіків також старших 18 років.
Середній дохід на одне домашнє господарство  становив 45 609 доларів США (медіана — 33 194), а середній дохід на одну сім'ю — 40 187 доларів (медіана — 31 685). Медіана доходів становила 22 486 доларів для чоловіків та 19 797 доларів для жінок. За межею бідності перебувало 31,9 % осіб, у тому числі 40,8 % дітей у віці до 18 років та 41,0 % осіб у віці 65 років та старших.
Цивільне працевлаштоване населення становило 1145 осіб. Основні галузі зайнятості: сільське господарство, лісництво, риболовля — 50,2 %, роздрібна торгівля — 8,4 %, освіта, охорона здоров'я та соціальна допомога — 7,9 %.